# Российско-сомалийские отношения
Росси́йско-сомали́йские отноше́ния — двусторонние дипломатические отношения между Россией и Сомали.

## История

### Советский период
Дипломатические отношения между СССР и Сомали были установлены 11 сентября 1960 года. В июне 1961 года было подписано соглашение о культурном сотрудничестве между странами. В 1962 году произошли первые военные контакты: в высшие учебные заведения СССР было направлено 50 военнослужащих из Сомали. Одновременно с этим СССР предоставил Сомали кредит в 32 миллиона долларов для модернизации и увеличении численности армии.
11 июля 1974 года между СССР и Сомали был заключён Договор о дружбе и сотрудничестве сроком на 20 лет. Однако после начала агрессии сомалийской армии против Эфиопии СССР выступил на стороне последней, и отношения между странами начали ухудшаться. В ноябре 1977 года президент Сомали Мохамед Сиад Барре объявил о прекращении действия советско-сомалийского договора о дружбе 1974 года. По итогу Барре изгнал всех советских советников и лично перешёл из Восточного блока на сторону Запада, в частности, Соединённых Штатов.

### Современный этап
После распада СССР российско-сомалийские отношения находились на очень низком уровне. Несколько раз Россия направляла в Сомали гуманитарную помощь. В Москве действует посольство Сомали. Россию в Сомали представляет российское посольство в Джибути.
В мае 2010 года Сомали предупредила, что их отношениям с Россией может быть нанесён ущерб из-за инцидента с танкером «Московский университет», после чего правительство Сомали потребовало от правительства России извинений.
С 2016 года между Россией и Сомали ведутся переговоры по наращиванию взаимодействия в политической, торгово-экономической и иных областях, а также по поводу урегулирования кризиса внутри Сомали и в целом на Африканском Роге.
В марте 2017 года на саммите Лиги арабских государств в Иордании состоялась встреча спецпредставителя президента России по Ближнему Востоку и Африке Михаила Богданова и президента Сомали Мохамеда Абдуллахи Мохамеда. В январе 2018 года вице-премьер России Аркадий Дворкович встретился с премьер-министром Сомали Хасаном Али Хайре в рамках Всемирного экономического форума.